# (5467) 1988 AG
(5467) 1988 AG (1988 AG, 1974 DO) — астероїд головного поясу.
Тіссеранів параметр щодо Юпітера — 3,284.